# Sint-Mariakerk (Hannover-Hainholz)
De Sint-Mariakerk (Duits: St. Marienkirche) is een luthers kerkgebouw in Hainholz, een noordwestelijk gelegen stadsdeel van de Nedersaksisch stad Hannover.

## Geschiedenis
Het koor van het in het toenmalige dorp Hainholz als bedevaartskerk gebouwde godshuis werd in de jaren 1409-1424 in gotische stijl gebouwd. Ooit bevond zich in het koor van de kerk een genadebeeld van de maagd Maria.
Vanaf 1492 werden er regelmatig erediensten gevierd in de kerk. In die tijd vormde de kerk een buitenpost van de parochie van de Kruiskerk in de binnenstad van Hannover. Na de reformatie in 1533 werd de kerk een zelfstandige gemeente en kreeg het een eigen predikant. In 1825 werd het bouwvallig geworden houten kerkschip afgebroken en tot 1828 opnieuw opgebouwd. De vorm van de huidige kerk en toren dateert uit 1895, terwijl het koor nog oorspronkelijk is. 
In 1945 werd een deel van het dak en het tongewelf van het koor verwoest, maar al snel herbouwd. Sindsdien heeft de kerk meerdere renovaties ondergaan. 